# Daixt-e-Kavir

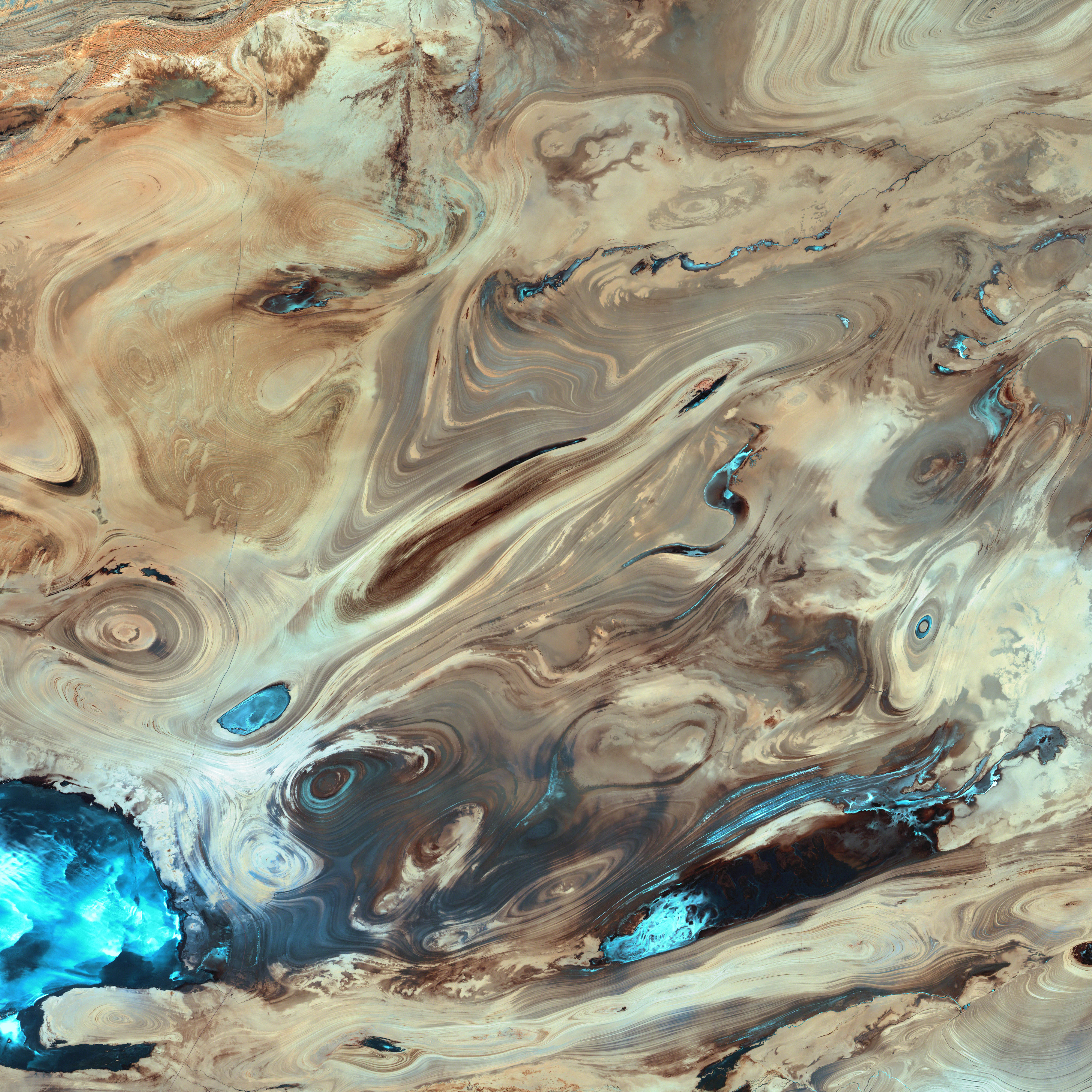
Desert de Dasht-e Kavir per satèl·lit,fotografia centrada a 34°44'15.20"N, 54°49'37.56"E

Daixt-e Kavir (دشت كوير en idioma persa, també conegut com a Kavir-e Namak o Gran Desert Salat és una gran zona deserta al mig de l'altiplà d'Iran. Fa uns 800 km de llarg i 320 km d'ample amb una superfície total d'uns 77.600 km². La zona del desert va des de les muntanyes Alborz al nord-ost fins Dasht-e Lut ("Desert de la buidor") al sud-oest entre les províncies de Khorasan, Semnan, Tehean, Esfahan i Yazd. Rep el seu nom dels aiguamolls salats (kavirs) que hi ha.

## Clima i estructura
Gairebé no hi plou. les temperatures poden arribar a 50 °C a l'estiu, i la temperatura mitjana de gener és de 22 °C. La variació de temperatura entre el dia i la nit pot arribar a ser de 70 °C. La pluja cau a l'hivern.
El sòl és cobert de sorra i còdols; hi ha aiguamolls, llacs i uadis. S'hi fan crostes de sal als de terra humida. Hi pot haver tempestes fortes en alguns llocs d'aquest desert, l'aspecte és més aviat d'estepa.

## Fauna i flora
La vegetació s'adapta a la sequedat i als sòls salins hi predominen plantes del gènere Artemisia.
Hi ha gaseles perses, sobretot a les muntanyes hi ha ovins silvestres, cabres i lleopards. Entre els carnívors hi ha gats silvestres llops i guineus.

## Cultius
La calor extrema, les tempestes fortes i els sòls salins fan quasi impossible l'agricultura. Hi ha molta erosió. La ramaderia de camells i ovina és pràcticament l'única ocupació de la poca gent que hi viu. Per la irrigació se segueix el conegut sistema iranià dels "qanats" (conducció subterrània).

## Característiques
Al centre del desert es troba l'aiguamoll Kavir Buzurg (Gran Kavir), que fa 320 km de llarg i 160 km d'ample. A l'oest hi ha el llac salat Darya-ye Namak (1800 km²). És part d'una zona protegida el Parc Nacional de Kavir. Un dels llocs més desolats és Rig-e Jenn.